# Hamilton (film)
Cet article concerne la version filmée de Disney+. Pour la comédie musicale originale, voir Hamilton (comédie musicale).
Pour les articles homonymes, voir Hamilton.
Pour plus de détails, voir Fiche technique et Distribution.
Hamilton est un film musical américain réalisé par Thomas Kail et sorti en 2020 sur le service Disney+.
Il s'agit d'une version filmée de la comédie musicale Hamilton: An American Musical écrite par Lin-Manuel Miranda, elle-même librement inspirée de la biographie Alexander Hamilton de l'historien américain Ron Chernow.
Le film retrace la vie d'Alexander Hamilton et ses différentes rencontres. Il réunit une grande partie de la toute première distribution de la comédie musicale lors de ses débuts à Broadway en 2015.

## Synopsis
Hamilton retrace la vie d'Alexander Hamilton, un orphelin originaire de Niévès, une île des petites Antilles, dans la région des Caraïbes.
La premier acte met en scène son arrivée à New York en 1776, son travail durant la révolution américaine ainsi que sa rencontre avec Elizabeth Schuyler. Le deuxième acte traite de sa carrière après la guerre, son poste en tant que premier secrétaire du Trésor des États-Unis et sa mort.

## Fiche technique
Sauf indication contraire, les informations mentionnées dans cette section peuvent être confirmées par la base de données cinématographiques IMDb,  présente dans la section « Liens externes ».
- Titre original : Hamilton
- Réalisation : Thomas Kail
- Scénario : Lin-Manuel Miranda
- Décors : David Korins
- Costumes : Paul Tazewell
- Photographie : Declan Quinn
- Montage : Jonah Moran
- Musique : Lin-Manuel Miranda
- Production : Lin-Manuel Miranda, Jeffrey Seller et Thomas Kail
- Producteurs délégués : Jill Furman, Sander Jacobs, Jon Kamen et Dave Sirulnick
- Sociétés de production : 5000 Broadway Productions, Nevis Productions, Old 320 Sycamore et RadicalMedia
- Société de distribution : Disney+ (streaming) / Walt Disney Studios Motion Pictures (globale)
- Budget : 12,5 millions de dollars[1]
- Pays d'origine :  États-Unis
- Langues originales : anglais
- Format : Couleur - 1.85:1 - son Dolby Digital
- Genre : Film musical
- Durée : 160 minutes
- Date de sortie : Monde : 3 juillet 2020 sur Disney+

## Distribution
- Lin-Manuel Miranda : Alexander Hamilton
- Leslie Odom Jr. : Aaron Burr
- Phillipa Soo : Elizabeth « Eliza » Schuyler-Hamilton
- Renée Elise Goldsberry : Angelica Schuyler
- Christopher Jackson : George Washington
- Daveed Diggs : Gilbert du Motier de La Fayette / Thomas Jefferson
- Okieriete Onaodowan (en) : Hercules Mulligan / James Madison
- Anthony Ramos : John Laurens / Philip Hamilton
- Jasmine Cephas Jones (en) : Peggy Schuyler / Maria Reynolds
- Jonathan Groff : George III

Ensemble
- Carleigh Bettiol
- Ariana DeBose (interprète également The Bullet)
- Hope Easterbrook
- Sydney James Harcourt (interprète également Philip Schuyler, James Reynolds et le docteur)
- Sasha Hutchings (interprète également Sally Hemings)
- Thayne Jasperson (interprète également Samuel Seabury)
- Elizabeth Judd
- Jon Rua (en) (interprète également Charles Lee)
- Austin Smith
- Seth Stewart (en)
- Ephraim Sykes (en) (interprète également George Eacker)

## Développement

### Production et tournage
En 2016, Lin-Manuel Miranda décide de produire une version filmée du spectacle pour la proposer au cinéma. Le tournage s'est déroulé lors de trois représentations différentes du spectacle au Richard Rodgers Theatre à New York en juin 2016. Des plans supplémentaires ont également été tournés sans public afin de ne pas gêner ces derniers. Le film emprunte également des plans filmés à l'origine pour le documentaire Hamilton's America.
Le film reprend les mêmes acteurs que lors du lancement du spectacle à Broadway, à l'exception de Betsy Struxness et Emmy Raver-Lampman qui ont quitté la troupe en mars 2016.

### Sortie
En février 2020, Walt Disney Pictures annonce l'acquisition du film pour 75 millions de dollars. Le studio prévoit alors sa sortie au cinéma pour le 15 octobre 2021. Néanmoins, en mai 2020, le studio annule la sortie au cinéma du film et le déplace sur le service Disney+ et avance la date de sortie au 3 juillet 2020.
Lin-Manuel Miranda explique que cette décision a été prise en raison de la pandémie de Covid-19, cette dernière ayant fortement touché le secteur du cinéma, poussant Walt Disney Pictures à revoir son planning de sortie mais provocant également l'annulation de plusieurs performances physiques du spectacle à Broadway et West End.
Avant sa sortie, le film est classé PG-13 (soit déconseillé aux moins de 13 ans) par la Motion Picture Association of America. Cette classification autorise l'utilisation du mot « Fuck » seulement une seule fois dans le film. Le spectacle utilisant ce mot à trois reprises, Lin-Manuel Miranda dévoile sur Twitter que seul celui entendu dans la chanson Say No to This est conservé dans le film, les deux autres seront coupés.

## Accueil

### Critiques
Lors de sa sortie aux États-Unis, le film reçoit un accueil généralement positif de la critique. Sur le site agrégateur de critiques Rotten Tomatoes, il obtient un score de 99 % de critiques positives, avec une note moyenne de 9,23/10 sur la base de 135 critiques positives et 2 négatives, lui permettant d'obtenir le statut « Frais », le certificat de qualité du site.
Selon le consensus critique établi par le site, « Hamilton brille au-delà de Broadway et Thomas Kail arrive parfaitement à saisir l'énergie contagieuse du spectacle ».
Sur Metacritic, le film reçoit également un accueil positif avec un score de 90/100 sur la base de 39 critiques collectées, ce qui lui permet d'obtenir le certificat « Must-See ».

## Distinctions

### Nominations
- Golden Globes 2021 : 
  - Meilleur film musical ou comédie
  - Meilleur acteur dans un film musical ou une comédie pour Lin-Manuel Miranda